# アナパウラ・ロペス・フェレイラ
アナパウラ・ロペス・フェレイラ（Ana paula lopes Ferreira, 1980年6月17日 - ）は、ブラジルの元女子バレーボール選手。ポジションはアウトサイドヒッター。愛称はフォフィーニャ。

## 来歴
12歳の時に遊びの一つとしてバレーボールを始める。COLEGIO CONTINENTAL高校卒。
2006年に久光製薬スプリングスに入団し、2006/07シーズン優勝に貢献。2008年にはNECレッドロケッツに入団し、成績が低迷していた同チームを2008/09シーズン3位に押し上げる原動力となった。サーブレシーブも受け持ち、スピードあふれる攻撃力が持ち味である。
2011年9月、久光製薬への再入団が発表された。2011-12シーズンでリーグ準優勝に貢献した。2012年6月、久光製薬を退団した。その後はロシア、トルコなどのクラブチームを経て、ブラジルスーパーリーグのEsporte Clube Pinheirosでプレーしていた。

## 所属クラブ
- BCN （1997-2002年）
- CAMPOS（2003-2005年）
- CIMED MACAE（2005-2006年）
- 久光製薬スプリングス（2006-2007年）
- Jogging Altamura（2007-2008年）
- NECレッドロケッツ（2008-2010年）
- ディナモ・クラスノダール （2010-2011年）
- 久光製薬スプリングス（2011年-2012年）
- Fakel Novy Ourengoï（2012-2014年）
- サリエル・ベレディイェスポル（2014年）
- Jakarta Popsivo PGN（2015年）
- Esporte Clube Pinheiros（英語版）（2015-2016年）
- Curitiba Vôlei（ポルトガル語版）（2016-2018年）

## 受賞歴
- 2007年 - 2006/07プレミアリーグ ベスト6賞